# Брага (морской термин)
Брага (итал. braca) — высокопрочный стальной трос или цепь, которая служит для крепления буксирных приспособлений на судах без буксирных устройств или с буксирными устройствами недостаточной мощности. Обычно она используется при вытаскивании судна на берег или при снятии судна с мели.
Как правило, брага охватывает весь корпус судна ниже уровня верхней палубы или его надстройку вдоль всего периметра. Иногда её обводят также вокруг комингсов люков. Для поддержания браги у бортов используются специальные петли из троса — серьги.